# Mord ist ihr Hobby: Wind in altem Gebälk
Wind in altem Gebälk (Originaltitel: The Wind Around the Tower) ist eine Episode der Kriminalfilm-Reihe Mord ist ihr Hobby aus dem Jahr 1992.

## Handlung

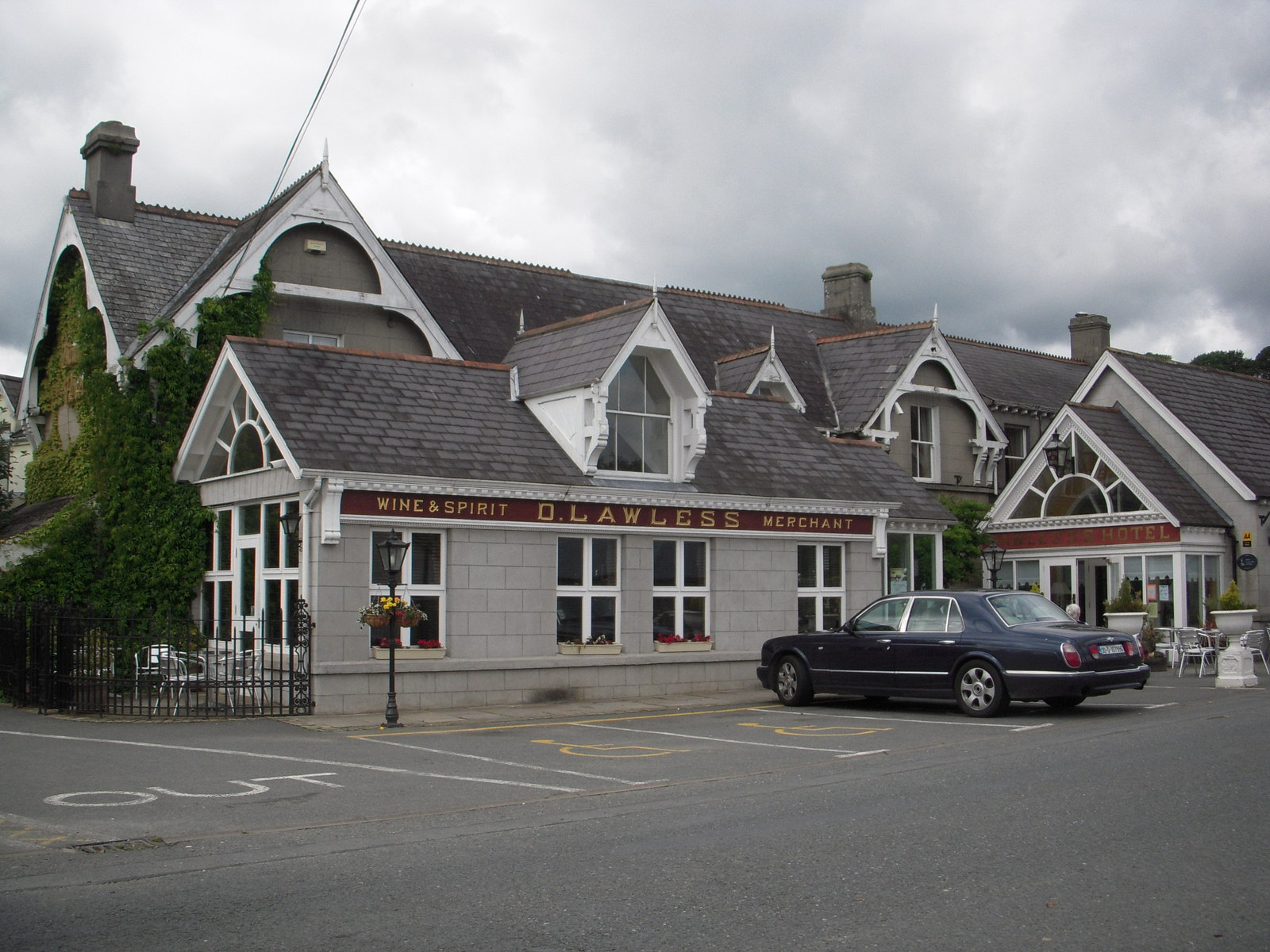
Das Hotel von außen

Nachdem Jessica Fletcher auf der Universität in Manhattan den pensionierten irischen Polizisten Sean Cullane kennengelernt hatte, wird sie von ihm in seine Heimat eingeladen. Er holt sie am Flughafen ab und sie fahren in eine Ortschaft in der Nähe von Dublin. Jessica möchte die Gelegenheit nutzen, um Informationen für ein geplantes Buch zu sammeln und Land und Leute besser kennenzulernen. Zunächst war vorgesehen, dass sie ein Zimmer in einem Hotel bekommen solle, das von Brian Mulrain und seiner Frau Carolyn geleitet wird. Kurzfristig wird umdisponiert und beide beziehen Zimmer im Anwesen von Neal Gillen, einem alten Freund von Sean, der mit Immobiliengeschäften Millionär geworden war. Er hatte sich ein großes altes Haus gekauft und es restauriert. Für Jessica verlockend ist das Angebot, dass sich dort eine große Bibliothek befindet, in der sie viele interessante Bücher finden könne. Vor der Abfahrt begibt sich Jessica in die Drogerie von Francis O’Reilly, denn sie möchte ihre Photos aus London entwickelt haben.

Neals Haus von außen

Nach ihrer Ankunft werden ihr Neals zweite Frau Anne sowie das Hausmädchen Claire Abbott vorgestellt. Beim Essen kommt eine Flasche Wein aus dem Hause Rothschild, Jahrgang 1945, auf den Tisch, die von Anne beim Renovieren im Keller gefunden worden war. Nachdem ein seltsames Geräusch erklingt, meint Neal zunächst, dass das ein Windzug gewesen sei. Nun erwähnt Anne eine lokale Legende. Sie und ihr Mann erzählen die Geschichte. Danach sei das Haus vor 150 Jahren von dem Kapitän eines Handelsschiffes erbaut und mit einem Turm an den Klippen versehen worden, in dem seine geliebte Frau nach ihm Ausschau halten könne. Nachdem sie gesehen hatte, dass sein Schiff bei einem Unwetter untergegangen war, habe sie sich vom Turm ins Meer gestürzt, um ihm in den Tod zu folgen. Sie sei später, als weinende Frau, immer dann zu hören gewesen, wenn jemand sterben werde.
In der Nacht bemerken Jessica und Sean ein Licht, das sich auf den Turm zubewegt. Sie begeben sich dorthin und finden Zugang zum Keller. Sie werden von Quint Sankey, der für Ordnung soll, für Einbrecher gehalten und mit einem Gewehr bedroht. Bei einem Gespräch im Haus wird die Geschichte geklärt, und Sankey entschuldigt sich.

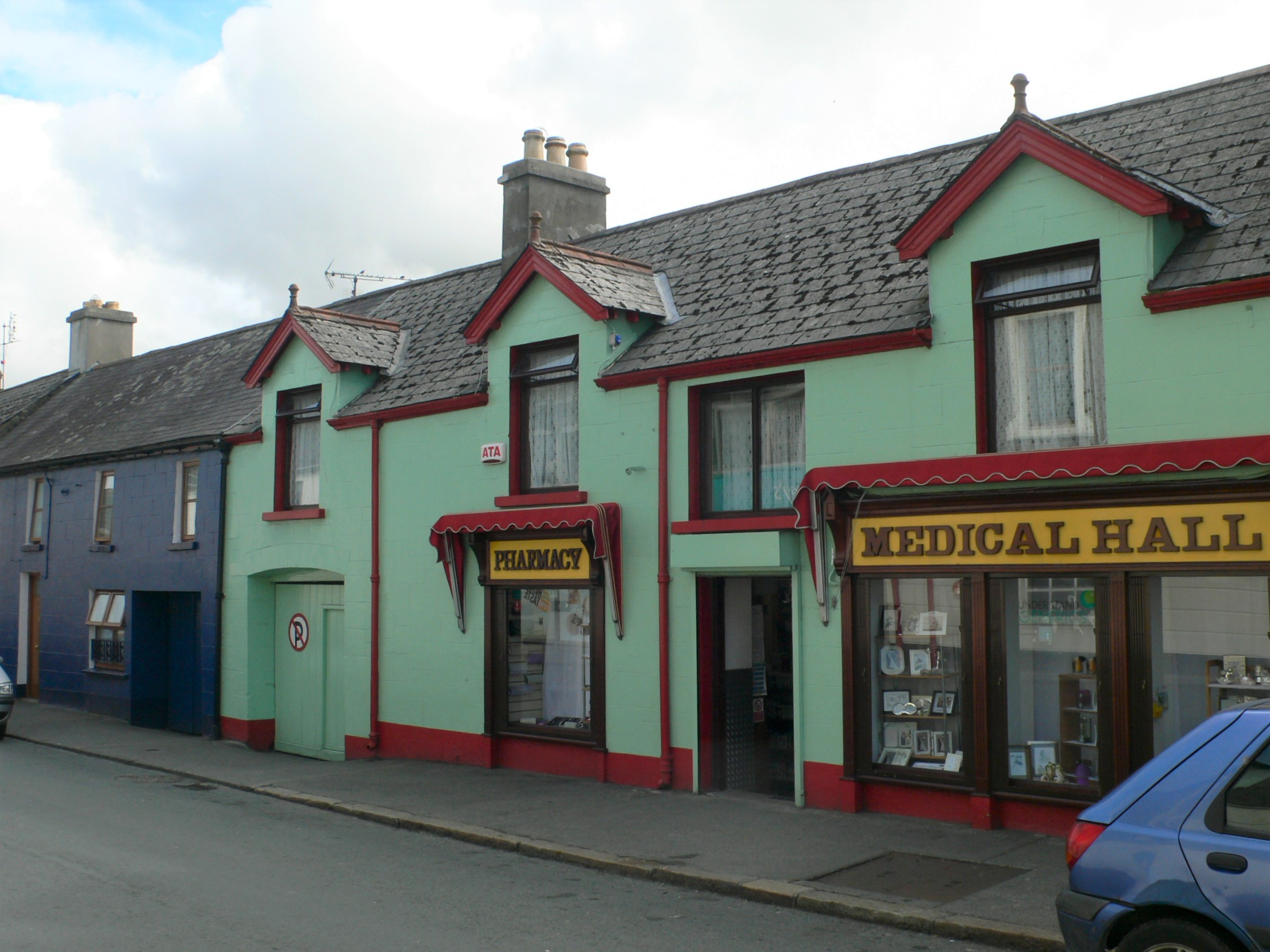
Die Drogerie von außen

Da Jessica in der Bibliothek Unterlagen gefunden hatte, die sie für ihr Buch verwenden kann, fährt sie in den Ort, um ihre Photos abzuholen. Sie schaut sich im Laden um und kauft sie bei der Kassiererin der Drogerie noch eine Flasche Parfüm. Nach deren Aussage ist sie die erste, die das tut. Anschließend geht sie ins Pub, da sie sich dafür interessiert, wie die Leute in Irland so denken. Sie setzt sich dort an einen Tisch mit Douglas Foudy und fragt ihn nach alten Geschichten. Später kommt noch Jason MacNamara hinzu. Er fordert Foudy auf, Jessica die Legende mit der weinenden Frau zu erzählen. So erfährt Jessica, dass keiner gesehen habe, wie sie aus dem Haus zum Turm gegangen sei. Nun bezeichnet MacNamara Neal Gillen als Dieb, wünscht ihm den Tod und geht. Anschließend bekommt Jessica von Foudyer erklärt, dass MacNamara der ehemalige Eigentümer des Anwesens war. Nachdem er seine Schulden nicht bezahlen konnte, hatte Gillen es günstig erworben.
In der nächsten Nacht ertönt im Haus ein lauter Schrei. Es ist Anne, die Neal tot in der Bibliothek, an seinem Schreibtisch sitzend, aufgefunden hatte. Der herbeigerufene Sergeant Devon O’Malley von der Garda geht zunächst von einem Herzanfall als natürlicher Todesursache aus. Jessica weist ihn darauf hin, dass Neal keine bläulich verfärbten Lippen aufweist, die typisch dafür sind. In einem Gespräch mit Sean erfährt sie von ihm, dass der Besuch kein Zufall sei, denn Neal hatte ihm erzählt, dass er befürchtet habe, umgebracht zu werden und ihn gebeten, ihm zu helfen.
Nun beginnt Jessica zu ermitteln. Von Brian Mulrain erfährt sie, dass man lange Zeit nichts von der weinenden Frau gehört habe. Erst nach dem Einzug der Gillens sei sie wieder aufgetaucht. Da sie in Annes Zimmer eine Flasche desselben Parfüms gesehen hatte, fragt sie bei der Verkäuferin der Drogerie nach, wer es gekauft hatte. Sie erzählt Jessica, dass es niemanden gegeben hatte, und vermutet, dass Francis O’Reilly die Flasche genommen hatte, um sie zu verschenken.
In Verdacht gerät auch der Cousin Liam Gillen, denn Neal hatte Sean vor kurzem erzählt, dass er entdeckt habe, dass größere Geldbeträge von den Konten verschwunden seien. Von Anne wird ihr das bestätigt. Auch beabsichtige sie, das Anwesen zu verkaufen und besteht auf einer natürlichen Todesursache. Bei der Autopsie wurde eine größere Ansammlung von Wasser in der Lunge des Toten festgestellt, was typisch für eine Lungenentzündung wäre.
Bei einer Videoaufnahme von Neals Tod, die, nach Aussage von Anne, entstanden war, weil er vergessen hatte, seine Kamera abzuschalten, fällt Jessica auf, dass die Zigarre, die er geraucht hatte, nicht richtig gebrannt und auch, dass Anne zunächst die Schreibtischlampe ausgeschaltet hatte, ehe sie um Hilfe schrie. Da sie bezweifelt, dass der Erbauer des Hauses seiner Frau zugemutet hätte, bei schlechtem Wetter zum Turm zu laufen, sucht sie erneut den Keller auf, wo sie, neben einem direkten Zugang zum Haus auch Flaschen mit Stickstoff findet, die über Schläuche mit Neals Bibliothek verbunden sind. Sie waren der Grund, dass Neal, mangels Sauerstoff, erstickte und auch, dass seine Zigarre ständig ausgegangen war. Die Schläuche wurden durch einen Schalter in der Schreibtischlampe an- und ausgeschaltet.
Es stellt sich heraus, dass Anne eine Liebesbeziehung mit Francis O’Reilly begonnen hatte, um über ihn die Stickstoffflaschen beziehen zu können. Beide hatten gemeinsam dafür gesorgt, dass Neal starb, und werden verhaftet.

## Besetzung und Synchronisation
Die deutschsprachige Synchronfassung der Staffel entstand bei der Hermes Synchron in Potsdam unter der Dialogregie und nach Dialogbüchern von Almut Eggert, Frank Wesel und Anja Rohe.
| Figur                   | Darsteller           | Deutscher Sprecher |
| ----------------------- | -------------------- | ------------------ |
| Jessica Fletcher        | Angela Lansbury      | Dagmar Altrichter  |
| Gaststars               |                      |                    |
| Sean Cullane            | George Hearn         | Jürgen Thormann    |
| Anne Gillen             | Shirley Anne Field   | Evelyn Gressmann   |
| Brian Mulrain           | Shay Duffin          | Hermann Ebeling    |
| Douglas Foudy           | John Finnegan        | Gerhard Paul       |
| Francis O’Reilly        | Mark Lindsay Chapman | Ingo Albrecht      |
| Jason MacNamara         | Michael Alldredge    | Klaus Sonnenschein |
| Liam Gillen             | Mark Rolston         | Thomas Nero Wolff  |
| Neal Gillen             | Dakin Matthews       | Lothar Blumhagen   |
| Quint Sankey            | Don Knight           | Joachim Röcker     |
| Sergeant Devon O’Malley | Richard Riehle       | Kaspar Eichel      |
| Claire Abbott           | Sarah Mac Donnell    |                    |
| Weitere Darsteller      |                      |                    |
| Kassiererin             | Pat Crawford Brown   | Luise Lunow        |
| Carolyn Mulrain         | Nora Masterson       |                    |

## Trivia
Außendreharbeiten fanden im County Wicklow im Osten von Irland statt. Das Hotel steht in Aughrim, die Drogerie in Rathdrum. Neal Gillens Anwesen war ein Gebäude in Pasadena in Kalifornien und ist später abgerissen worden.